# Gymnanthemum
Gymnanthemum är ett släkte av korgblommiga växter. Gymnanthemum ingår i familjen korgblommiga växter.

## Bildgalleri

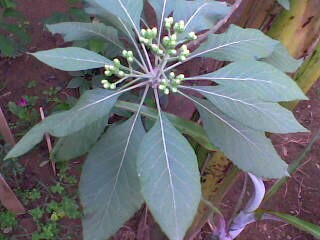

## Dottertaxa tillGymnanthemum, i alfabetisk ordning[1]
- Gymnanthemum amygdalinum
- Gymnanthemum andrangovalense
- Gymnanthemum appendiculatum
- Gymnanthemum baronii
- Gymnanthemum bellinghamii
- Gymnanthemum bolleanum
- Gymnanthemum chapelieri
- Gymnanthemum coloratum
- Gymnanthemum corymbosum
- Gymnanthemum coursii
- Gymnanthemum crataegifolium
- Gymnanthemum cylindriceps
- Gymnanthemum dissolutum
- Gymnanthemum exsertiflorum
- Gymnanthemum exsertum
- Gymnanthemum extensum
- Gymnanthemum fimbrilliferum
- Gymnanthemum glaberrimum
- Gymnanthemum humblotii
- Gymnanthemum louvelii
- Gymnanthemum mespilifolium
- Gymnanthemum metzianum
- Gymnanthemum myrianthum
- Gymnanthemum pectorale
- Gymnanthemum pleistanthum
- Gymnanthemum rueppellii
- Gymnanthemum secundifolium
- Gymnanthemum subcrassulescens
- Gymnanthemum theophrastifolium
- Gymnanthemum thomsonianum
- Gymnanthemum triflorum
- Gymnanthemum urticifolium